# Mahadewa (buddyzm)
Mahadewa (sanskr. महादेव) – postać z dziejów wczesnego buddyzmu, nawrócony na buddyzm bramin, którego heretyckie poglądy doprowadziły do rozłamu w Sandze.
Tradycja przypisuje Mahadewie sformułowanie pięciu tez, które podważały uprzywilejowany status arhatów:
- arhat może ulegać pokusom, np. mieć sny o charakterze erotycznym
- arhat nie jest wolny od pewnego rodzaju niewiedzy, może np. nie znać czyjegoś imienia
- arhat może mieć wątpliwości
- arhat może zostać oświecony przez kogoś innego
- wstąpieniu na szlachetną ośmioraką ścieżkę może towarzyszyć wydanie spontanicznego okrzyku

Wystąpienie Mahadewy wiązane jest tradycyjnie z powstaniem szkoły mahasanghików i narodzinami tradycji mahajana. Tezy Mahadewy wywołały gwałtowną dyskusję w łonie buddyjskiej Sanghi i stały się powodem zwołania soboru w Pataliputrze, który ostatecznie ugruntował rozłam między mahasanghikami i sthawirawadinami.